# José León Bonacho
José León Bonacho (Vallanca, racó d'Ademús 14 d'agost de 1944) ha estat un polític valencià, diputat en la primera legislatura de les Corts Valencianes.
Ha treballat com a administratiu. Militant del PSPV-PSOE, fou escollit alcalde de Vallanca a les eleccions municipals espanyoles de 1983, encara que va dimitir en 1984 després de ser elegit diputat per la circumscripció de València a les eleccions a les Corts Valencianes de 1983. Ha estat vocal de la comissió Comissió d'Obres Públiques i Transports de les Corts Valencianes.